# Wimbledon Championships 1919
| ◄ Wimbledon Championships 1919 ►                                                                                          | ◄ Wimbledon Championships 1919 ►   |
| --- | ---------------------------------- |
| Datum: | 23. Juni – 7. Juli 1919            |
| Auflage: | 39. Wimbledon Championships        |
| Ort: | Worple Road, London                |
| Belag: | Rasen                              |
| Titelverteidiger |                                    |
| Herreneinzel: | Norman Brookes                     |
| Dameneinzel: | Dorothea Douglass-Chambers         |
| Herrendoppel: | Norman Brookes Anthony Wilding     |
| Damendoppel: | Elizabeth Ryan Agnes Morton        |
| Mixed: | Ethel Thomson Larcombe James Parke |
| Sieger |                                    |
| Herreneinzel: | Gerald Patterson                   |
| Dameneinzel: | Suzanne Lenglen                    |
| Herrendoppel: | Pat O’Hara Wood Ronald Thomas      |
| Damendoppel: | Suzanne Lenglen Elizabeth Ryan     |
| Mixed: | Elizabeth Ryan Randolph Lycett     |
| Grand Slams 1919 |                                    |
| - Australasian Championships - Französische Tennismeisterschaften - Wimbledon Championships - U.S. National Championships |                                    |

Die 39. Auflage der Wimbledon Championships fand 1919 auf dem Gelände des All England Lawn Tennis and Croquet Club an der Worple Road statt.
Am Finaltag waren etwa 8.000 Zuschauer anwesend.

## Herreneinzel
Der Australier Gerald Patterson schlug seinen Landsmann Norman Brookes in der Challenge Round. Patterson hatte sich zuvor im All-Comers-Finale gegen Algernon Kingscote durchgesetzt.

## Dameneinzel
Zum ersten Mal nahm Suzanne Lenglen am Turnier teil. Ihr eilte schon ein erwartungsvoller Ruf voraus, hatte sie doch bereits im Alter von 15 Jahren 1914 die Hartplatz-Weltmeisterschaften in Paris gewonnen, und bei ihren Turniersiegen im Frühjahr an der Côte d’Azur nicht einen Satz abgeben müssen. Obwohl es Lenglens erstes Turnier auf Rasen war, drang sie auf Anhieb in die Challenge Round vor und stand dort der 20 Jahre älteren Titelverteidigerin und siebenfachen Wimbledon-Siegerin Dorothea Douglass gegenüber. Das Spiel wurde von König Georg V. und Königin Mary verfolgt.
Nachdem Lenglen den langen ersten Satz trotz Satzball für Douglass schließlich mit 10:8 gewinnen konnte, lag sie im zweiten schnell mit 1:4 zurück. Um ihre Energiereserven aufzufüllen, verabreichte ihr ihr Vater und Trainer in Brandy getränkte Zuckerwürfel, jedoch musste Lenglen den Satz schließlich mit 4:6 abgeben. Im entscheidenden dritten erreichte Lenglen ihrerseits eine rasche 4:1-Führung, bevor Douglass ins Match zurückfand, vier Spiele in Folge gewann und schließlich beim Stand von 6:5 und 40:15 zwei Matchbälle hatte. Beim ersten Matchball griff Lenglen am Netz an, wurde jedoch von Douglass gelobt, und konnte den Ball letztendlich nur noch mit dem Rahmen treffen, so dass der Ball kurz hinter dem Netz hinunterfiel. Den zweiten Matchball wehrte Lenglen durch eine Longline-Rückhand ab, die die Linie gerade noch berührte. Lenglen gewann das Spiel, und schließlich mit 9:7 den Satz und den Titel.
Es war ihr erster von sechs Einzeltiteln bis 1925.

## Herrendoppel
Im Herrendoppel siegten die Australier Pat O’Hara Wood und Ronald Thomas. Im Finale setzten sie sich gegen Rodney Heath und Randolph Lycett durch.
Norman Brookes und Anthony Wilding gewannen das Herrendoppel-Turnier.

## Damendoppel
Neben ihrem Sieg im Einzel konnte sich Suzanne Lenglen auch den Doppeltitel erringen. An der Seite von Elizabeth Ryan schlug sie im Finale Dorothea Douglass-Chambers und Ethel Thomson Larcombe.

## Mixed
Im Mixed errangen Elizabeth Ryan und Randolph Lycett den Titel.

## Quelle
- John Barrett: Wimbledon: The Official History of the Championships. HarperCollins Publishers, London 2001, ISBN 0-00-711707-8.
- Lance Tingay: One Hundred Years of Wimbledon. Guinness World Records Ltd, London 1977, ISBN 0-900424-71-0, S. 64.